# Impact One Night Only
Impact One Night Only fue una serie de eventos de lucha profesional organizados por Impact Wrestling (anteriormente conocida como Total Nonstop Action Wrestling (TNA)). La mayoría de los eventos se graban y se publican más tarde periódicamente como una transmisión de pago por visión de tres horas. La serie comenzó a emitirse en abril de 2013, con nuevos PPV lanzados el primer viernes de cada mes, a excepción de los meses que cuentan con un evento de pago por visión de Impact en vivo. Cada espectáculo es temático, por ej. con temática de la División X o la división en parejas de Impact. Promovidos como "especiales" individuales, los eventos, a diferencia de los eventos de pago por visión en vivo, no están conectados a las historias presentadas en la programación semanal de televisión de TNA ni entre sí, aunque posteriormente los eventos de One Night Only también incorporaron historias en luchas y situaciones . El 11 de enero de 2013, la presidenta de Impact, Dixie Carter, anunció este concepto como parte de un cambio en su programación de PPV
. Antes del cambio, Impact Wrestling realizaba eventos de pago por evento en vivo mensualmente.
Jeremy Borash y Josh Mathews se encargan de los deberes de comentarios.
Desde 2018, los eventos de One Night Only se lanzan exclusivamente en Global Wrestling Network. Impact Wrestling aumentó su lista de eventos PPV en vivo en 2018.También tiene eventos exclusivos para la aplicación Twitch.
Impact anunció para el día 13 de abril las grabaciones de Critical Transformation como el próximo One Night Only, pero este fue finalmente transmitido en la plataforma oficial de Twitch de Impact Wrestling cono un evento Twitch Specials.
Durante el evento de pago por visión Rebellion de Impact Wrestling realizado el 28 de abril de 2019 se anunció su nueva plataforma On Demand Impact Plus donde se comenzarían a transmitir mediante Streaming eventos exclusivos de la plataforma sustituyendo los One Night Only los que serían descontinuados. En cambio, se transmitió el Especial CODE RED ya sin la etiqueta One Night Only

## Historia
El 11 de enero de 2013, la Presidenta de TNA Dixie Carter anunció que cambiarían la programación de sus PPVs en 2013. Cancelarían todos sus eventos, a excepción de los 4 grandes (Genesis, Lockdown, Bound for Glory y Slammiversary) y, a cambio, emitirían un PPV especial temático cada mes. Estos especiales de tres horas se grabarían el primer viernes de cada mes. Esta estrategia empezaría a aprtir de abril de 2013.

## Eventos

### TNA One Night Only 2013
| Evento                  | Fecha (Filmación)   | Fecha (Transmisión)     | Ciudad           | Recinto     |
| ----------------------- | ------------------- | ----------------------- | ---------------- | ----------- |
| X-Travaganza            | 12 de enero de 2013 | 5 de abril de 2013      | Orlando, Florida | Impact Zone |
| Joker's Wild            | 12 de enero de 2013 | 3 de mayo de 2013       | Orlando, Florida | Impact Zone |
| Hardcore Justice 2      | 17 de marzo de 2013 | 5 de julio de 2013      | Orlando, Florida | Impact Zone |
| 10 Reunion              | 17 de marzo de 2013 | 2 de agosto de 2013     | Orlando, Florida | Impact Zone |
| Knockouts Knockdown     | 17 de marzo de 2013 | 6 de septiembre de 2013 | Orlando, Florida | Impact Zone |
| Tournament of Champions | 19 de marzo de 2013 | 1 de noviembre de 2013  | Orlando, Florida | Impact Zone |
| World Cup               | 18 de marzo de 2013 | 6 de diciembre de 2013  | Orlando, Florida | Impact Zone |

### TNA One Night Only 2014
| Evento                   | Fecha (Filmación)       | Fecha (Transmisión)     | Ciudad                 | Recinto                 |
| ------------------------ | ----------------------- | ----------------------- | ---------------------- | ----------------------- |
| Tag Team Tournament      | 18 de marzo de 2013     | 3 de enero de 2014      | Orlando, Florida       | Impact Zone             |
| Hardcore Justice 3       | 29 de diciembre de 2013 | 10 de enero de 2014     | Lowell, Massachusetts  | Lowell Auditorium       |
| #OldSchool               | 30 de diciembre de 2013 | 7 de febrero de 2014    | Poughkeepsie, New York | Mid-Hudson Civic Center |
| Joker's Wild 2           | 2 de febrero de 2014    | 9 de mayo de 2014       | Birmingham, England    | National Indoor Arena   |
| Global Impact Japan      | 2 de marzo de 2014      | 4 de julio de 2014      | Tokio, Japón           | Ryōgoku Kokugikan       |
| X-Travaganza 2014        | 12 de abril de 2014     | 1 de agosto de 2014     | Orlando, Florida       | Impact Zone             |
| World Cup 2014           | 12 de abril de 2014     | 5 de septiembre de 2014 | Orlando, Florida       | Impact Zone             |
| Knockouts Knockdown 2014 | 10 de mayo de 2014      | 7 de noviembre de 2014  | Orlando, Florida       | Impact Zone             |
| Victory Road             | 10 de mayo de 2014      | 5 de diciembre de 2014  | Orlando, Florida       | Impact Zone             |

### TNA One Night Only 2015
| Evento                            | Fecha (Filmación)       | Fecha (Transmisión)     | Ciudad                         | Recinto               |
| --------------------------------- | ----------------------- | ----------------------- | ------------------------------ | --------------------- |
| Turning Point                     | 5 de septiembre de 2014 | 9 de enero de 2015      | Charlottesville, Virginia      | John Paul Jones Arena |
| Rivals                            | 6 de septiembre de 2014 | 6 de febrero de 2015    | Roanoke Rapids, North Carolina | Royal Palace Theatre  |
| Joker's Wild 2015                 | 14 de febrero de 2015   | 6 de marzo de 2015      | Orlando, Florida               | Impact Zone           |
| Hardcore Justice 2015             | 13 de febrero de 2015   | 1 de abril de 2015      | Orlando, Florida               | Impact Zone           |
| X-Travaganza 2015                 | 15 de febrero de 2015   | 6 de mayo de 2015       | Orlando, Florida               | Impact Zone           |
| Knockouts Knockdown 2015          | 15 de febrero de 2015   | 1 de julio de 2015      | Orlando, Florida               | Impact Zone           |
| World Cup 2015                    | 15 de febrero de 2015   | 5 de agosto de 2015     | Orlando, Florida               | Impact Zone           |
| Gut Check                         | 16 de febrero de 2015   | 4 de septiembre de 2015 | Orlando, Florida               | Impact Zone           |
| The TNA Classic                   | 16 de febrero de 2015   | 6 de noviembre de 2015  | Orlando, Florida               | Impact Zone           |
| Global Impact – USA vs. The World | 13 de febrero de 2015   | 4 de diciembre de 2015  | Orlando, Florida               | Impact Zone           |

### TNA One Night Only 2016
| Evento                   | Fecha (Filmación)       | Fecha (Transmisión)      | Ciudad                 | Recinto                      |
| ------------------------ | ----------------------- | ------------------------ | ---------------------- | ---------------------------- |
| One Night Only: Live!    | 8 de enero de 2016      | 8 de enero de 2016       | Bethlehem, Pensilvania | Sands Bethlehem Event Center |
| Rivals 2016              | 5–7 de enero de 2016    | 5 de febrero de 2016     | Bethlehem, Pensilvania | Sands Bethlehem Event Center |
| Joker's Wild 2016        | 7–9 de enero de 2016    | 4 de marzo de 2016       | Bethlehem, Pensilvania | Sands Bethlehem Event Center |
| Joker's Wild 2016        | 30–31 de enero de 2016  | 4 de marzo de 2016       | London, England        | Wembley Arena                |
| Joker's Wild 2016        | 30–31 de enero de 2016  | 4 de marzo de 2016       | Birmingham, England    | Barclaycard Arena            |
| Knockouts Knockdown 2016 | 17 de marzo de 2016     | 22 de abril de 2016      | Orlando, Florida       | Impact Zone                  |
| Victory Road 2016        | 17–19 de marzo de 2016  | 20 de mayo de 2016       | Orlando, Florida       | Impact Zone                  |
| World Cup 2016           | 13 de junio de 2016     | 22 de julio de 2016      | Orlando, Florida       | Impact Zone                  |
| X-Travaganza 2016        | 13–14 de julio de 2016  | 26 de agosto de 2016     | Orlando, Florida       | Impact Zone                  |
| September 2016           | 11–14 de agosto de 2016 | 16 de septiembre de 2016 | Orlando, Florida       | Impact Zone                  |
| Against All Odds 2016    | 16–17 de agosto de 2016 | 4 de noviembre de 2016   | Orlando, Florida       | Impact Zone                  |
| December 2016            | 5 de octubre de 2016    | 12 de diciembre de 2016  | Orlando, Florida       | Impact Zone                  |

### Impact One Night Only 2017
| Evento                             | Fecha (Filmación)     | Fecha (Transmisión)      | Ciudad            | Recinto       |
| ---------------------------------- | --------------------- | ------------------------ | ----------------- | ------------- |
| One Night Only: Live!              | 6 de enero de 2017    | 6 de enero de 2017       | Orlando, Florida  | Impact Zone   |
| Joker's Wild 2017                  | 7 de enero de 2017    | 10 de febrero de 2017    | Orlando, Florida  | Impact Zone   |
| Rivals 2017                        | 8 de enero de 2017    | 17 de marzo de 2017      | Orlando, Florida  | Impact Zone   |
| Victory Road – Knockouts Knockdown | 3–4 de marzo de 2017  | 15 de abril de 2017      | Orlando, Florida  | Impact Zone   |
| Turning Point 2017                 | 22 de abril de 2017   | 11 de mayo de 2017       | Orlando, Florida  | Impact Zone   |
| No Surrender 2017                  | 23 de abril de 2017   | 16 de junio de 2017      | Orlando, Florida  | Impact Zone   |
| GFW Amped Anthology – Part 1       | 24 de julio de 2015   | 11 de agosto de 2017     | Las Vegas, Nevada | Orleans Arena |
| GFW Amped Anthology – Part 2       | 25 de julio de 2015   | 15 de septiembre de 2017 | Las Vegas, Nevada | Orleans Arena |
| GFW Amped Anthology – Part 3       | 21 de agosto de 2015  | 13 de octubre de 2017    | Las Vegas, Nevada | Orleans Arena |
| GFW Amped Anthology – Part 4       | 23 de octubre de 2015 | 8 de diciembre de 2017   | Las Vegas, Nevada | Orleans Arena |

### Impact One Night Only (2018)
| Evento                | Fecha (Filmación)      | Fecha (Transmisión)      | Ciudad               | Recinto                  |
| --------------------- | ---------------------- | ------------------------ | -------------------- | ------------------------ |
| Collision in Oklahoma | 14 de octubre de 2017  | 10 de enero de 2018      | Shawnee, Oklahoma    | Firelake Arena           |
| Collision in Oklahoma | 21 de octubre de 2017  | 10 de enero de 2018      | Windsor, Ontario     | St. Clair College        |
| Canadian Clash        | 14 de octubre de 2017  | 16 de febrero de 2018    | Windsor, Ontario     | St. Clair College        |
| Canadian Clash        | 7 de noviembre de 2017 | 16 de febrero de 2018    | Ottawa, Ontario      | Aberdeen Pavilion        |
| Canadian Clash        | 3 de diciembre de 2017 | 16 de febrero de 2018    | Belleville, Michigan | Diamondback Saloon       |
| March Breakdown       | 3 de marzo de 2018     | 16 de marzo de 2018      | Windsor, Ontario     | St. Clair College        |
| Cali Combat           | 24 de marzo de 2018    | 11 de mayo de 2018       | Salinas, California  | Salinas Pal Armory       |
| Zero Fear             | 3 de junio de 2018     | 15 de junio de 2018      | Mississauga, Ontario | Don Kolov Arena          |
| Bad Intentions        | 25 de agosto de 2018   | 31 de agosto de 2018     | Mississauga, Ontario | Don Kolov Arena          |
| Night of the Dummies  | 25 de agosto de 2018   | 14 de septiembre de 2018 | Binghamton, New York | American Legion Post 80  |
| BCW 25th Anniversary  | 6 de noviembre de 2018 | TBA                      | Windsor, Ontario     | St. Clair College        |
| Back to Cali          | 1 de diciembre de 2018 | TBA                      | Salinas, California  | Salinas Pal Youth Center |

### Impact One Night Only (2019)
| Evento                 | Fecha (Filmación)   | Fecha (Transmisión)  | Ciudad                | Recinto             |
| ---------------------- | ------------------- | -------------------- | --------------------- | ------------------- |
| New Beginnings         | 26 de enero de 2019 | 7 de febrero de 2019 | Hazleton, Pensilvania | Holy Family Academy |
| Clash in the Bluegrass | 2 de marzo de 2019  | 9 de marzo de 2019   | Louiseville, Kentucky | Davis Arena         |